# Босоногий Гэн
«Босоногий Гэн» (яп. はだしのゲン Хадаси но Гэн) — манга Кэйдзи Накадзавы, выпускавшаяся в 1973—1974 годах и повествующая о жизни мальчика Гэна и его семьи до и после атомной бомбардировки Хиросимы 6 августа 1945 года. Сюжет полон автобиографических параллелей с жизнью самого Накадзавы, который был свидетелем бомбардировки в Хиросиме.
На основе манги в 1976—1980 годах было выпущено три игровых фильма, а в 1983 и 1986 годах вышли анимационные адаптации. В 2007 году манга была экранизирована ещё раз Fuji TV в виде двухсерийного игрового фильма.
Манга считается одним из классических документальных антивоенных произведений.

## Сюжет

### Перед бомбардировкой
Действие начинается в апреле 1945 года в Хиросиме, где живёт большая семья Накаока — отец Дайкити, мать Кимиэ и их пятеро детей: сыновья Кодзи, Акира, Гэн и Синдзи и дочь Эйко. Из-за военного положения отцу, мастерящему деревянные сандалии-гэта, еле удаётся прокормить всех, несмотря на помощь детей. Акиру вместе с его классом отправляют вглубь страны в эвакуацию. Положение осложняется ещё тем, что Кимиэ ждёт ребёнка и больше всех нуждается в питании. Накаока, как и другие жители Хиросимы, часто по ночам слышат сигналы тревоги и вынуждены прятаться в бомбоубежищах. Дайкити и Кимиэ не скрывают беспокойства — с того момента, как на Японию были совершены первые авианалёты, уже многие крупные города подверглись бомбардировкам, но не Хиросима. Глядя на то, как Гэн и Синдзи часто дерутся из-за еды, потому что, будучи самыми младшими в семье, острее других чувствуют голод, Дайкити начинает прилюдно выражать свои антимилитаристские взгляды. Это становится причиной его ареста и обвинения в предательстве и распространении антивоенной пропаганды, а семья начинает подвергаться дискриминации. Когда на авиазаводе, где работает Кодзи, происходит авария, из-за антимилитаризма отца Кодзи оказывается первым, на кого падает подозрение в саботаже. Чтобы смыть с семьи пятно позора, Кодзи решает уйти добровольцем на фронт. Отец, которого к тому моменту выпустили, против, так как боится, что Кодзи, в лучшем случае, вернётся с фронта калекой, но всё же провожает сына возгласом «Банзай!»
23 июня 1945 года США и Союзники захватывают Окинаву, тем самым уничтожив последний военный оплот сопротивления Японской Империи. 16 июля США проводят первое в мире испытание ядерного оружия. 23 июля участники Потсдамской конференции выдвигают руководству Японии ультиматум — капитуляция или Япония будет уничтожена. Япония отвечает отказом, заявляя, что будет сражаться до последнего японца.
Утром 6 августа Гэн оказывается у ограды своей школы, когда видит американский самолёт, из которого что-то выпадает. Поскольку он оказывается со стороны от ограды, противоположной эпицентру и в момент вспышки наклоняется за упавшим из рук мячиком, то световое излучение не задевает его, однако от ударной волны взрыва теряет сознание. Когда Гэн приходит в себя и выбирается из-под обломков, он видит навсегда преобразившуюся Хиросиму: трупы, пожары, руины, мимо бредут обожжённые изувеченные люди. Гэн бежит домой и обнаруживает, что Дайкити, Эйко и Синдзи оказались под развалинами, но его мать Кимиэ была снаружи в момент взрыва и совершенно не пострадала. Вдвоём они пытаются вытащить остальных, но у них не выходит. Отец, собрав последние силы, просит Гэна позаботиться о матери и о её будущем ребёнке. Гэн буквально силой уводит рыдающую Кимиэ от горящих развалин. Вскоре у Кимиэ начинаются роды, и мальчику приходится принять ребёнка — девочку, названную Томоко.

### После бомбардировки
Пытаясь выжить вместе с матерью и новорождённой сестрой, Гэн, как и многие выжившие, сталкивается с лучевой болезнью. Правительство Японии скрыло, что бомба была атомной, и прибывшие на помощь солдаты тоже становились жертвами лучевой болезни. Симптомы появляются и у Гэна — мальчик быстро лысеет. В то же время вокруг царит хаос и отчаяние, так как люди боятся и ищут выход, например, доверяя суевериям. Посреди всего этого Гэн и Кимиэ встречают мальчика, похожего на Синдзи, но им оказывается оставшийся сиротой Рюта Кондо, присоединившийся к банде из таких же, как он. Кимиэ решает перебраться к подруге в соседний городок Эба.
9 августа аналогичная бомба «Толстяк» падает на Нагасаки.
Подруга встречает Кимиэ с детьми с радостью, но её семья совсем им не рада: Эба переполнена беженцами из Хиросимы и еды на всех не хватает. Гэн с трудом находит работу — он устраивается ухаживать за умирающим художником Сэйдзи, получившим серьёзные ожоги. Однажды он выручает Рюту, пойманного на краже, и Кимиэ соглашается принять мальчика в их семью. Вдвоём Гэн и Рюта заставляют художника почувствовать вкус жизни, вновь научившись рисовать, используя зубы вместо рук, но тот всё равно умирает, успев завещать Гэну все рисовальные принадлежности.
15 августа Император Хирохито объявляет о капитуляции Японии. И если взрослые от этого впадают в отчаяние, то дети, вроде Акиры, испытывают облегчение — им больше не придётся голодать. Гэн же испытывает ярость — он презирает Хирохито, поскольку тот был возвеличен пропагандой до уровня божества, а теперь же он объявил себя человеком.

### Послевоенная Япония
Возвращается из эвакуации Акира, а затем с войны — убитый горем Кодзи. В какой-то момент Гэн и Акира приходят на пепелище их дома и сажают там семена пшеницы в память об отце, сестре и брате.
Американцы во главе с Дугласом Макартуром занимают Японию.
Свекровь подруги Кимиэ все же выживает Накаока из своего дома. Семья на какое-то время поселяется в заброшенном бомбоубежище. Местный якудза подговаривает Гэна и Рюту украсть что-нибудь со склада на американской базе, но потом обманывает их и не платит за краденое. Так как ожидать помощи от японской полиции не приходится, Рюта берёт дело в свои руки и убивает его, а затем в панике уходит на службу к его конкуренту, оставляя семью Гэна, в обмен на защиту от полиции.
Через какое-то время семья съезжает из бомбоубежища и наскоро строит себе новый дом в Хиросиме. Вскоре Томоко похищают, хотя её находят и возвращают домой, она заболевает. Гэн начинает собирать деньги на её лечение, но несмотря на то, что у него все выходит, Томоко умирает. Гэн убит горем, но через некоторое время он внезапно видит, как на сожжённой дотла земле, несмотря на заявления окружающих, что в Хиросиме больше никогда не будет цвести зелень из-за радиации, пробиваются наружу травинки, и вспоминает заветы отца быть крепким, как пшеница.
В декабре 1947 года Гэн воссоединяется с Рютой, оказавшимся на побегушках у якудзы, а также знакомится с Кацуко, девушкой, оставшейся в шрамах после взрыва. Так как она сирота, да ещё и хибакуся, то становится жертвой дискриминации и не может даже посещать школу. Гэн делится с ней учебниками и помогает ей учиться.

### 1950-е
Проходят годы после бомбардировки, но на выживших продолжают сказываться более отсроченные последствия, такие как рак. Здоровье Кимиэ ухудшается, и Гэну с большим трудом удаётся устроить её в больницу (для чего Рюта грабит местное казино). Вскоре её выписывают, внешне выздоровевшую, но расстроенный Акира признаётся брату, что врачи тайком сказали ему, что болезнь их матери зашла до того далеко, что доктора не видят смысла продолжать лечение. В какой-то момент Кимиэ говорит, что хотела бы съездить в Киото, так как там она провела с их отцом медовый месяц. Пока её дети собирают деньги на поездку, Кимиэ в какой-то момент рассказывает им, что ещё до того, как Япония начала активно участвовать во Второй Мировой войне, в ней уже вовсю пропагандировался милитаризм, а всех, кто пытался возражать против этого, просто убивали (в частности она даже признаётся, что обычных людей угрозами заставляли шпионить и доносить на своих близких). Уже в самом Киото у неё случается приступ кашля и из последних сил она признаётся сыновьям, что знала о том, что умирает, но не хотела их тревожить. На какое-то время ослеплённый горем Гэн решает отнести её тело ко дворцу Императора, и Кодзи приходится оглушить брата. Тело Кимиэ кремируют, и когда Накаока забирают её прах, то с ужасом обнаруживают, что радиация до того пропитала её организм, что большая часть её костей при сжигании просто испарилась.
В 1949 году власти Хиросимы принимают решение о восстановлении города, но дом Накаока оказывается в числе предназначенных под снос в соответствии с новыми планами застройки города. Узнав об этом, Акира решает отправиться в Осаку и стать торговцем, чтобы нести мир. Параллельно Гэн узнаёт, что у Кодзи есть девушка, которая давно зовёт его жениться на ней, но он не хочет бросать Гэна, пока тот не закончит школу. Узнав об этом, Гэн уговаривает брата позволить ему в 13 лет жить самостоятельно. Несмотря на его попытки, ему не удаётся отстоять свой дом.
В мире начинается холодная война, выливающаяся, в частности, на континенте в Корейскую войну. Существовала опасность вовлечения в войну Японии и применения атомного оружия на Корейском полуострове.
После расставания с братьями Гэн переезжает к друзьям — Рюте, Кацуко, Колобку и Нацуэ. Вскоре Нацуэ умирает от рака прямой кишки. Гэн помещает урну с её прахом в могилу своей семьи. Он знакомится с Тацуро и его дедом Амано Сэйга, бедным художником, у которого не хватает денег даже на краски. Так как Гэн до сих пор хранит унаследованные рисовальные принадлежности Сэйдзи, он решает поделиться ими с Амано, попутно находя вдохновение и решая, что, раз «у Искусства нет границ», то он станет художником и учеником Амано. Волею случая — и благодаря разрушению вывески «Расёмона» Акиры Куросавы — он находит для наставника временную работу в художественной мастерской Накао, владелец которой тот ещё солдафон.
Тем временем приходит время выпускного в школе для Гэна, на котором он обвиняет учителей в том, что они пропагандировали среди учеников милитаризм Японии, и подбивает одноклассников не петь гимн «Кими га ё» («Царствование императора»). По дороге с выпускного он сталкивается с загадочной девушкой, в которую влюбляется с первого взгляда. Выяснить, кто она, выходит лишь через несколько месяцев — Мицуко оказывается дочерью того самого «солдафона». Отец против их знакомства, так как она единственная из всей семьи выжила после взрыва в Хиросиме, но молодые люди все равно начинают встречаться. В какой-то момент Мицуко признаётся Гэну, что на её душе лежит груз вины — в день взрыва она выжила, потому что мать попросила её заранее спуститься за вещами в бомбоубежище, и поэтому она не получила ожоги от излучения, но мать и её братья и сёстры были слишком сильно ранены, чтобы бежать, и Мицуко пришлось их бросить, чтобы спастись самой. В ответ Гэн рассказывает ей, как ему тоже пришлось бросить отца, сестру и брата. После этого Мицуко говорит, что собирается выучиться на доктора, чтобы в будущем найти лекарство от лучевой болезни. На следующий же день она умирает от рака крови.
Идёт 1953 год. Корейская война подошла к концу. Колобка подсаживают на наркотик хиропон, заставляя выложить на него все деньги, включая сбережения друзей. Он ссорится с ними и уходит из дома, но, оказавшись избит до смерти из-за попытки украсть наркотики, возвращается к ним и во всем признаётся. Гэн и Рюта решают отомстить, но Рюта оглушает Гэна, говоря, что Гэну не стоит мараться, и в одиночку убивает всех продавцов наркотиков. Он думает сдаться полиции, но Гэн отговаривает, убеждая бежать в Токио. Кацуко решает бежать с ними, они вдвоём тайком уезжают на грузовике.
Гэн вновь остаётся один, но Амано Сэйга предлагает ему тоже отправиться в Токио, чтобы и дальше развивать свой талант, и оплачивает ему билет на поезд. Уже сидя в поезде, Гэн прощается с Хиросимой и, помня наставления и заветы отца, принимает решение жить дальше и выстоять против любых невзгод.

## Манга
Автор сам был одним из выживших при бомбардировке Хиросимы. Все события в манге либо произошли с самим автором, либо были рассказаны ему очевидцами. Например, его отец был художником, открыто заявлявшим о принадлежности к антивоенному движению, за что 1,5 года отсидел в тюрьме, мангака сам пережил взрыв, оказавшись закрыт школьным забором, а его отец, сестра и брат действительно были зажаты под обломками дома, из-под которых их не смогла вытащить беременная мать до того, как туда добралось пламя. Его мать была так же, как и героиня манги, беременна и от шока родила вскоре дочь Томоко, умершую через четыре месяца то ли от голода, то ли от радиации.
Накадзава оказался под сильным впечатлением от «Нового острова сокровищ» Осаму Тэдзуки и в 1961 году прибыл в Токио, чтобы стать мангакой, уже через год его работы появились в Shonen Gaho. Он уже был опытным мангакой, когда решил взяться за тему бомбардировки Хиросимы. Изначально он опубликовал несколько рассказов на эту тему, подчёркивающих бессмысленность войны и атомной бомбардировки. Shonen Jump предложил создать биографическое произведение на 45 страницах, и так появилась короткая манга Ore wa Mita («Своими глазами»), даже более автобиографическая, чем «Гэн». Главный редактор журнала Тадасу Нагано после этого посоветовал создать более продолжительное произведение. Им и стало «Босоногий Гэн».
Для записи имени «Гэн» использует иероглиф со значением «основа», «истоки». Имя герою автор выбрал не случайно, надеясь, что он станет «основой» каждого человека. А «босоногий» должно было означать, что герой крепко и босыми ногами стоит на радиоактивной земле Хиросимы, не намереваясь прощать или забывать произошедшее.
Hadashi no Gen начал впервые публиковаться в Weekly Shonen Jump в 1973 году. Позже манга не раз меняла журнал, публикуясь последовательно в Shimin, Бунка хёрон и Kyōiku Hyōron, пока не завершилась в 1985 году. Всего вышло 10 томов.
По всему миру было распродано более 10 млн копий манги.

### «Проект Гэн»
«Проект Гэн» был сформирован в 1976 году в Токио многонациональной группой молодых людей, желавших перевести произведение на разные языки мира. Они подготовили перевод первого тома на английский, французский, норвежский, эсперанто, немецкий, шведский, индонезийский и другие языки.
В 1994 году Минако Танабэ, учившаяся в Москве, основала новый «Проект Гэн». С его помощью были выпущены первые тома манги на русском, но после выхода третьего тома в Москве в 1998 году проект был расформирован из-за нехватки средств. Участвовавшая в переводе Намиэ Асадзума продолжила работу и вместе с другими соратниками к 2001 году выпустила на русском все тома в Канадзаве. В период 2013-16 годов издательство «Alt Graph» заново переиздало все 10 томов в виде пятитомника — по два оригинальных тома в одном — с переводом от «Проект Гэн».
В 2000 году «Проект Гэн» решил перевести мангу целиком и на английский. Для этого он привлёк добровольцев, в том числе участвовавшего ещё в оригинальном «Проекте» американца Алана Глисона, ставшего основным переводчиком этой версии. Манга была выпущена на английском в 2009 году издательством Last Grasp, впервые опубликовав все тома.

### Сиквел
В планах Накадзавы был сиквел, рассказывающий о взрослых годах Гэна, где он перебирался в Токио, работая там помощником мангаки и сталкиваясь с предвзятым к нему отношением по поводу его происхождения из Хиросимы, что стало бы отражением жизни самого мангаки. В конце Гэн должен был отправиться учиться во Францию. Были даже отрисованы две части и выбран издатель, однако от сиквела пришлось отказаться. У Накадзавы развилась катаракта, и даже перенесённая операция не помогла, и зрение не восстановилось. Позже черновики двух созданных частей были переданы в музей Хиросимы. В них был рассказ о том, как Гэн прибыл в Токио и познакомился с мальчиком, выжившим вместе с сестрой в бомбёжках Токио, но потерявшим сестру из-за голода.

## Фильмы
Первая экранизация манги была сделана в виде трилогии игровых фильмов режиссёром Тэнго Ямада в 1976, 1977 и 1980 годах и охватывает первые четыре тома. Несмотря на то, что она довольна близка к манге, её примечательность состоит в том, что во всех трёх фильмах одни и те же персонажи сыграны разными актёрами. Гэна по-очереди сыграли Кэнта Сато, Кадзухидэ Харута и Дзюн Харада.
В 2007 году телеканал Fuji TV выпустил двухсерийную игровую экранизацию. На роль Гэна пробовалось 80 актёров (в итоге был выбран 10-летний Рэн Кобаяси). Для отображения города до и после взрыва использовались CG-эффекты. Хотя Накадзава очень просил, чтобы эта экранизация отображала ужасы войны так же, как и аниме-версия, какое-либо физическое насилие и кровавые сцены хоть и были показаны, но в то же время были сведены к минимуму, чтобы включить в аудиторию детей всех возрастов. В качестве Хиросимы до бомбардировки использовался город Такео, Хиросиму после взрыва изображала масштабная декорация, установленная в городе Такахаги. Эта экранизация тоже охватывает первые четыре тома манги, но в ней проигнорирован Акира.

## Аниме
В 1983 году режиссёром Мори Масаки была выпущена аниме-экранизация. Как и игровые экранизации, она охватывает только первые четыре тома. Персонажи Акиры и Кодзи в сюжете проигнорированы. Эта экранизация выделяется тем, что в сцене ядерной бомбардировки демонстрируется подробный процесс сгорания человеческих тел под воздействием светового излучения при ядерном взрыве.
Через три года вышел сиквел «Босоногий Гэн-2», в котором показана жизнь Гэна через три года после бомбардировки. В отличие от первой части, он очень отдалённо основывается на манге Накадзавы, используя детали сюжета из пятого, шестого, седьмого и восьмого томов. В то же время это одно из немногих визуальных произведений, вышедших за пределами Японии и рассказывающих о событиях в стране после капитуляции и единственная экранизация, где Гэн изображён подростком.

## Влияние
С 1994 года 2735 оригинальных рисунков к манге выставлены в Музее мира Хиросимы, после организованной выставки работ художника. В 2009 году Накадзава передал музею ещё 30 коробок с набросками, журналами, книгами и другими материалами, относившимися к его работе.
Японское правительство представило бесплатные копии манги на встрече по поводу нераспространения ядерного оружия в Вене в 2007 году, предлагая представителям всех государственных и частных компаний прочесть её на первом подготовительном заседании.
Кэйдзи Накадзава в связи с окончанием перевода манги на английский высказал желание подарить копию произведение американскому президенту Бараку Обаме.
В 2012 году отдел образования города Хиросима решил включить мангу в школьную программу для третьеклассников как часть программы по «обучению миру», изначально планировалось использовать её в одной школе, а потом распространить на все школы города, но позже группа «Atomic Bomb Survivors Seeking Peace and Security», заявляющая, что собирается защищать «истинный мир», выразила протест против использования манги, так как она представляет собой «односторонний взгляд» на события.
В 2013 году в городе Мацуэ поступило заявление о том, что манга содержит описание насилия, совершаемого имперской армией, которого якобы на самом деле не было. После рассмотрения заявления было принято решение об изъятии из библиотек начальных и средних школ манги по причине слишком натуралистично изображённого насилия. Реакция в обществе на это действие была громкой, порядка 90 % обращений в комитет образования поступали с критикой подобного решения. Позже оно было отменено «из-за процессуальных проблем», в то же время руководство города указало, что каждая школа вольна сама принимать решение о доступности тех или иных материалов, также отметив, что 5 из 49 директоров школ высказались за ограничение доступа детей к этой манге.
В 2014 году администрация города Идзумисано рекомендовала школам временно убрать «Босоногого Гэна» из библиотек, так как манга содержит «выражения, нарушающие права человека», в частности уничижительные термины для попрошаек и неработающих людей. Манга должна была быть возвращена на полки после того, как «будет готово пояснение детям о проблемных словах». Ассоциация директоров школ города выставила два письменных протеста после получения данного решения.
Английский издатель манги Last Grisp в 2015 году провёл успешную кампанию на Кикстартере, чтобы издать 4000 копий манги в твёрдой обложке и передать их в библиотеки и школы.
Накануне годовщины бомбёжки Хиросимы в 2020 году «Майнити симбун» опубликовало на своём сайте 20 частей из упрощённого издания манги, предназначенного для японцев, изучающих английский язык. Этой публикацией они «надеются распространить послания Накадзавы: „Больше никаких Хиросим“, „больше никаких Нагасаки“ и „Больше никаких хибакуся“».

## Отзывы и критика
Главный герой, как и другие мальчишки в начале манги и в аниме, нарочито мультяшный, порой приторно-милый: простые черты, большие глаза, круглое лицо и тело, созданное для бега и прыжков. Они составляют резкий контраст с большинством других персонажей, выполненными в более реалистичной манере. Прорисовка фонов в аниме хорошо передаёт вид и ощущение района рабочего класса в Хиросиме. «Босоногий Гэн» получил 13 место в числе 50 ключевых аниме-фильмов по мнению обозревателей Британского института кино. Журнал Paste дал 15 место в списке 100 лучших аниме-фильмов. Борис Иванов из редакции сайта Hi-Fi.ru поместил «Босоногий Гэн» на 34 позицию среди 100 лучших аниме за всю историю кино.
В манге используется множество символов. Например, часто встречается образ солнца, символизирующего и ход времени, и жизнь, и флаг Японии. Наиболее заметным символом же является образ пшеницы. Гэн следует завету отца быть сильным, как пшеница. Отец не раз объяснял детям, что, выращивая пшеницу, её в определённый момент топчут, чтобы она пригнулась, её корни укрепились и она выросла сильней прежнего.
Эффект от падения бомбы и её последствий передан во всех натуралистических деталях: горы трупов, красное небо, горящие здания. Гэн видит людей с плавящейся кожей и ужасными ранами, когда идёт по поражённой взрывом Хиросиме. Арт Шпигельман, автор комикса о Холокосте «Маус», признавался, что сцены из Гэна, прочтённого ещё 1970-х, даже спустя 30 лет видятся ему в кошмарах. «Гэна» он назвал историей о путешествии мальчика по аду, «Ужасами войны» Гойи с текстовыми баллонами. Шпигельман также подчёркивает честность и прямоту рисунка, заставляющую поверить в невероятные и невозможные вещи, происходившие в Хиросиме, называя подобный эффект «искусством свидетеля». Терон Мартин, автор Anime News Network, также отмечает, что основанный на манге аниме-фильм сохраняет все ужасающие детали бомбардировки и её последствий и что вне зависимости от того, насколько жестокость на экране привычна зрителю, кадры оказываются тяжёлыми и заставили его отойти от экрана из-за своей тяжести.
Главный герой воплощает преданность и смелость. Будучи частично автобиографичной работой, Гэн является «вторым я» автора, и история его семьи во многом схожа с историей самого Накадзавы.
В начале произведения Гэн, как и многие мальчишки, искренне верит в пропаганду о победе Японии и то, что все жертвы не напрасны, но его отец подходит к вопросу более прагматически, считая, что война уже проиграна и Японии следует выбрать мирный путь. После первого взрыва в Хиросиме повествование осторожно указывает на то, что даже это не повлияло на правительство и информация об атомной бомбе не стала достоянием общественности, что повлекло второй взрыв в Нагасаки. Речь императора о капитуляции, прозвучавшая через неделю по радио Японии, была также отражена в произведении, так же, как и разная реакция на неё взрослых и детей. После первых четырёх томов сюжет меняется и вместо истории о войне становится более традиционным сёнэном: дети борются с несправедливостью, ввязываются в драки и находят способ обойти взрослых. Будни выживших и пытающихся наладить жизнь после взрывов даже спустя несколько лет показываются в деталях, временами излишне мелодраматично, так как каждая маленькая победа становится великим подвигом, а поражение — трагедией всей жизни. Но в то же время это описание позволяет увидеть жизнь людей, переживших Хиросиму, — их гнев на американцев и ту жестокость, которую более везучие проявляли к тем, кому повезло менее их, особенно к сиротам, детям и тем, на ком радиация оставила ожоги и шрамы. Бездомных детей даже не брали в школу. Накадзава вложил в произведение чёткий политический посыл. Он переносит ответственность за бомбардировку на японский милитаризм и национализм, делая историю даже «излишне лестной для британских и американских читателей».
Аниме «Босоногий Гэн» стало первым произведением о войне в жанре, за ним последовали «Могила светлячков», Kayoko’s Diary и Rail of the Star. Из них всех «Могила» самая трагическая и наиболее реалистичная, в то же время именно «Гэн» подробнее всех описывает принесённые войной разрушения и лучше всех рассказывает о детях военного времени. В отличие от Сэйты, главного героя «Могилы», Гэн намного моложе и не так горд, так что все ещё работает вместе со взрослыми, даже если те плохо к нему относятся. После бомбардировки он посвящает себя заботе о матери и сестре и даже делится едой с мальчишкой, пытавшимся украсть её у них. В лице Гэна автор отображает способность людей выдерживать даже самые ужасные катастрофы, а появившиеся первые ростки на земле, где обещалось, что ещё 70 лет ничего не будет расти, — способность природы к восстановлению.
Но в конце концов «Босоногий Гэн» — оптимистическое произведение благодаря его тону и концовке, дающей надежду для него и других людей Хиросимы — аниме заканчивает на моменте, когда Гэн видит первые ростки на сожжённой дотла земле, а манга — на отправке в Токио для достижения своей мечты. «Босоногий Гэн» — это гуманистичная и гуманная работа, главное в которой — оптимизм. Вместо вынесения оценки бомбардировке история сосредотачивается на том, почему это никогда не должно повториться. При жизни автор говорил, что, возможно, он пережил бомбардировку именно для того, чтобы создать «Гэна».